# Дамье, Николай Григорьевич
Николай Григорьевич Дамье (1897—1983) — советский учёный и врач, кандидат медицинских наук, подполковник медицинской службы; основоположник детской травматологии в России.
Автор более 80 работ, в том числе книг и монографий.

## Биография
Родился 2 декабря 1897 года в городе Либава Российской империи, ныне город Лиепая в Латвии.
В 1915 году окончил с серебряной медалью либавскую классическую гимназию и поступил на естественное отделение физико-математического факультета университета в Ростове-на-Дону. Гражданская война в России вынудила Николая прервать занятия на Дону и переехать в Москву. В 1920 году он поступил на медицинский факультет 1-го Московского государственного университета, где изучал анатомию, физиологию и общую патологию. По окончании полного университетского курса обучения, был оставлен на должности ординатора при госпитальной хирургической клинике, руководимой профессором А. В. Мартыновым.
По окончании ординатуры, с 1929 по 1933 год Н. Г. Дамье работал главным врачом и заведующим хирургическим отделением больницы села Семёновское-Лапотное Ивановской области. В 1933—1937 годах являлся ассистентом кафедры топографической анатомии и оперативной хирургии Центрального института усовершенствования врачей (ЦИУВ). Одновременно с 1934 года работал ординатором хирургического отделения больницы № 20 им. К. А. Тимирязева. В 1936 году в Москве принимал участие во 2-й сессии нейрохирургического совета.
С первых дней Великой Отечественной войны Н. Г. Дамье находился в действующей армии: в должности армейского хирурга руководил хирургической службой в госпиталях на северо-западном направлении, затем служил врачом-специалистом Калининского фронта. С января 1944 года и до конца войны был начальником отделения сортировочного эвакогоспиталя на 1-м Прибалтийском фронте. 23 марта 1943 года ему было присвоено воинское звание подполковник медицинской службы. Уволен в запас 13 октября 1945 года.
После демобилизации вернулся в детскую больницу № 20 им. К. А. Тимирязева, возглавив её в качестве главного хирурга. Занимаясь педагогической деятельностью, проводил занятия в ЦИУВ и ЦИТО (ныне Национальный медицинский исследовательский центр травматологии и ортопедии имени Н. Н. Приорова). Будучи уже кандидатом медицинских наук (эту учёную степень получил за монографию «Основы травмотологии детского возраста»), Н. Г. Дамье организовал в своей больнице филиал ЦИТО по детской травматологии и руководил им в качестве старшего научного сотрудника. Под его руководством были защищены пять кандидатских диссертаций.
Был награждён орденами Отечественной войны 1-й степени и Красной Звезды, а также медалями, среди которых «За отвагу» и «За победу над Германией в Великой Отечественной войне 1941—1945 гг.». Заслуженный врач РСФСР.
Умер 29 июля 1983 года в Москве.